# مشكلة الرجل (فلم)
مشكلة الرجل (بالإنجليزية: Man Trouble) فيلم كوميديا سوداء رومانسي لعام 1992 من بطولة جاك نيكلسون وإلين باركين، من إخراج بوب رافلسون وكتبه كارول إيستمان.

## طاقم التمثيل
- جاك نيكلسون: في دور هاري بليس
- إلين باركين: في دور جوان سبروانس
- هاري دين ستانتون: في دور ريدموند ليلز
- بيفرلي دانجيلو: في دور آندي إليرمان
- مايكل ماكان: في دور إيدي ريفير
- شاول روبينك: في دور لورانس مونكريف
- بول مازورسكي: في دور لي ماكجريفي
- لورين توم: في دور أديل بليس
- فيفيكا ديفيس: في دور يونيو هوف
- فيرونيكا كارترايت: في دور هيلين ديكسترا
- ديفيد كلينون: في دور ليوي دوارت
- جون كابيلوس: في دور المحقق ميلفينوس
- غاري غراهام: في دور بوتش جابل

## ملخص أحداث الفيلم
يدير هاري بليس (جاك نيكلسون) شركة خدمات كلاب حراسة، مع زوجته أديل بليس (لورين توم). ينتشر خبر وجود قاتل متسلسل طليق في لوس أنجلوس، لذلك عندما يتم نهب شقة المغنية الكلاسيكية جوان سبروانس (باركين) وتبدأ في تلقي رسائل تهديد على الهاتف، يصيبها الذعر وتنتقل إلى منزل أختها في هوليوود هيلز، آندي (د أنجيلو). تشعر جوان بعدم الأمان هناك أيضًا، لأنها تتعرض لمضايقات من عشاق آندي السابقين. تستأجر جوان كلب حراسة من شركة هاري، وسرعان ما يوفر هاري أكثر من حماية للمغنية الجميلة.
هاري هو شخص كاذب بالفطرة ويشعر، بسبب مهنته، أنه يعيش وفقًا لقواعد الشرف، ولكنه لا يستطيع الاستمرار في ذلك تمامًا، حيث يخرج شيء تلو الآخر عن سيطرته. جوان ناعمة وضعيفة حيث يغضبها زوجها، ويضايقها مجهولون، ويهددها رجال من ماضي أختها. تقدم جوان شيك لهاري مقابل خدماته ولكنه يمزقه ويخبرها انه لا يسعى وراء المال فقط.
تستمر الأحداث وهاري يقدم خدماته لجوان ويحميها من المضايقات، وفي المشهد الأخير، تغني جوان في قاعة للحفلات، ويظهر هاري متأخرًا ولكن مع باقة من الزهور. تراه جوان وتبتسم ويبادلها هاري الابتسامة.

## استقبال الفيلم
شباك التذاكر
افتتح الفيلم في 1004 دار عرض، وحقق 034.475. 2 دولارًا في عطلة نهاية الأسبوع الافتتاحية. حقق أرباحًا أقل بنسبة 67٪ في عطلة نهاية الأسبوع التالية، وتم سحبه من دور العرض بعد ذلك بوقت قصير بإجمالي 4 ملايين دولار فقط.   
كانت ميزانية الفيلم 30 مليون دولار، بما في ذلك ما يقرب من 8 ملايين دولار دفعت لنيكلسون، وحقق الفيلم خسارة لشركة بنتامريكا، وكانت هذه الخسارة الثانية بعد فيلم الكوميديا «فولكس Folks» عام 1992. كانت شركة فوكس تتوقع تعويض 8 ملايين دولار أنفقتها في التسويق.
استقبال النقاد
لم يتم استقبال «مشكلة الرجل» بشكل جيد من قبل غالبية النقاد. منح موقع الطماطم الفاسدة تقييم مقداره 7% بناء على تقييم 30 ناقد. منح الجمهور الذين استطلعت آراؤهم شركة «سينما سكور» الفيلم درجة (C).
ذكرت مقالة النيويورك تايمز: «ليس هناك الكثير عن الفيلم، هو فوضى حزينة من الكوميديا الرومانسية التي أخرجها بوب رافلسون، وكتبتها كارول إيستمان وبطولة جاك نيكلسون». كتبت مجلة «فاراياتي»: «الفيلم هو خداع لمعجبين نيكلسون، والفيلم يصلح للمحطات التلفزيونية المدفوع اشتراكاتها مسبقًا».

## وصلات خارجية
- مقالات تستعمل روابط فنية بلا صلة مع ويكي بيانات